# Trick-Trick
Trick-Trick (справжнє ім'я Крістіан Метіс) — афроамериканський репер та хіп-хоп продюсер, учасник гурту Goon Sqwad, засновник власного лейблу Wonderboy Entertainment.
Виконавець виріс у районі Сьома миля. Його матір була бек-вокалісткою джаз-легенди Альберти Адамс. На початку 90-их виконавець був членом банди, внаслідок чого він відсидів 7 місяців в окружній в'язниці. Спочатку репер мав прізвисько Trick, проте згодом він змінив його на Trick-Trick на честь Шона «Click-Click» Маккінні (нині покійний), свого друга та співвласника лейблу Click Boom Records, підписантом якого Крістіан став у 1992.
У 1995 сингл Goon Sqwad «Booty Bounce» потрапив у ротацію детройтських радіостанцій. Окремок розійшовся накладом у приблизно 430 тис. копій.

## Кінокар'єра

### Художні фільми
| Оригінальна назва    | Рік  | Роль    |
| -------------------- | ---- | ------- |
| The Brewster Project | 2004 | Маркус  |
| Joy Ride             | 2011 | Big Boy |

### Документальні фільми
| Оригінальна назва | Рік  |
| ----------------- | ---- |
| Street Life       | 2001 |

## Дискографія

### Студійні альбоми
| Рік  | Деталі альбому                                                               | Найвища позиція | Найвища позиція | Найвища позиція |
| Рік  | Деталі альбому                                                               | США             | US R&B          | US Heat         |
| ---- | ---------------------------------------------------------------------------- | --------------- | --------------- | --------------- |
| 2005 | The People vs. - Випущений: 27 грудня 2005 - Лейбл: Universal Motown Records | 115             | 40              | 1               |
| 2008 | The Villain - Випущений: 11 листопада 2008 - Лейбл: Koch Records             | —               | —               | —               |

### Мікстейпи
- 2006: Welcome to Detroit (A Gangsta Grillz Special Edition) (Гост: DJ Drama)
- 2010: Straight Off 7 Mile
- 2011: The Landlord (Гост: DJ Thrilla)
- 2014: The Godfather 3
- 2016: Outlaw

### Компіляції
- 2013: Featuring

### Сингли
| Рік  | Назва                                                                                      | Найвища позиція | Найвища позиція | Найвища позиція | Найвища позиція | Найвища позиція | Альбом          |
| Рік  | Назва                                                                                      | США             | US Pop          | Австрія         | Фінляндія       | Німеччина       | Альбом          |
| ---- | ------------------------------------------------------------------------------------------ | --------------- | --------------- | --------------- | --------------- | --------------- | --------------- |
| 2003 | «It's Goin' Down»                                                                          | —               | —               | —               | —               | —               | —               |
| 2005 | «Welcome 2 Detroit» (з участю Eminem)                                                      | 100             | 52              | 24              | 12              | 20              | The People vs.  |
| 2008 | «Let's Work»                                                                               | —               | —               | —               | —               | —               | The Villain     |
| 2008 | «Let It Fly» (з участю Ice Cube)                                                           | —               | —               | —               | —               | —               | The Villain     |
| 2010 | «Stay on Fire» (Diezel the Hitman та Trick-Trick)                                          | —               | —               | —               | —               | —               | The Landlord    |
| 2010 | «Hustla»                                                                                   | —               | —               | —               | —               | —               | The Landlord    |
| 2010 | «Stuntin' While Shinin'» (з участю Birdman)                                                | —               | —               | —               | —               | —               | The Landlord    |
| 2011 | «Big Body» (з участю Jazze Pha)                                                            | —               | —               | —               | —               | —               | —               |
| 2012 | «The Price Is Right»                                                                       | —               | —               | —               | —               | —               | The Godfather 3 |
| 2014 | «No Fly Zone» (з участю Royce da 5'9" та K. Young)                                         | —               | —               | —               | —               | —               | The Godfather 3 |
| 2014 | «Everyday Is Friday» (з участю Candy Shields)                                              | —               | —               | —               | —               | —               |                 |
| 2014 | «Godfather» (з участю Monsoon)                                                             | —               | —               | —               | —               | —               | The Godfather 3 |
| 2014 | «Twerk Dat Pop That» (з участю Eminem та Royce da 5'9")                                    | —               | —               | —               | —               | —               |                 |
| 2014 | «Outside» (з участю Young Buck, Parlae та Cash Paid)                                       | —               | —               | —               | —               | —               | The Godfather 3 |
| 2014 | «Detroit Vs. Everybody» (разом з Eminem, Royce da 5'9", Big Sean, Danny Brown та DeJ Loaf) | —               | —               | —               | —               | —               | Shady XV        |
| 2015 | «That's Gangsta» (з участю Kurupt, Trae tha Truth та J. Drew Sheard)                       | —               | —               | —               | —               | —               | The Godfather 3 |
| 2015 | «Outlaw» (з участю Diezel)                                                                 | —               | —               | —               | —               | —               | Outlaw          |
| 2015 | «It's a Wrap» (з участю Reggie Bo)                                                         | —               | —               | —               | —               | —               | The Godfather 3 |

### Відеокліпи

#### Власні
- ?: «It's Goin' Down»
- 2005: «Welcome 2 Detroit» (з участю Eminem)
- 2008: «Let's Work»
- 2008: «Let It Fly» (з уч. Ice Cube)
- 2009: «I Love It»
- 2010: «Can't Fuck wit My City» (з уч. Guilty Simpson та Marvwon)
- 2010: «Hustla'z»
- 2010: «Stay on Fire» (з уч. Diezel the Hitman)
- 2011: «Body Bag» (разом з Parlae)
- 2011: «Fuck 'Em» (разом з Parlae)
- 2012: «I, Alex Cross (Only God Can Judge Me)» (з уч. Dina Rae)
- 2012: «The Price Is Right» (з уч. Diezel the Hitman)
- 2014: «No Fly Zone» (з уч. Royce da 5'9")
- 2014: «It's a Wrap» (з уч. Reggie Bo)
- 2014: «Godfather»
- 2015: «Detroit Vs. Everybody» (Eminem, Royce da 5'9", Big Sean, Danny Brown, Dej Loaf, Trick-Trick)
- 2015: «Lynch»
- 2015: «Outlaw» (з уч. Diezel)

#### Інших виконавців
- 2009: «I Cant Be Your Man» (Diezel the Hitman з уч. Trick-Trick)
- 2010: «Rollin'» (Dcyple з уч. Trick-Trick та Diezel the Hitman)
- 2011: «I Made It» (D12 з уч. Trick-Trick)
- 2013: «BMB» (Charli Baltimore з уч. Trick-Trick)
- 2014: «Hunnids» (Charli Baltimore з уч. Trick-Trick та Cash Paid)